# Hans Majestet Kongens Garde
Hans Majestet Kongens Garde (HMKG) är ett infanteriförband inom norska armén som har verkat sedan 1856. Förbandet är förlagt till Huseby Leir, Oslo och Terningmoen, Elverum.

## Historik
Regementet bildades i Stockholm 1856 av kung Oscar I och gick i Sverige under namnet Hans Majestät Konungens Norska Garde. Det är arvtagare till det äldre Gardet, (''Hans Majestäts Norska Garde''), som skapades 1816 i Stockholm. Det äldre Gardet bestod av fyrtio hästjägare från Askershus och var förlagda i Koppartälten vid Haga utanför Stockholm. Bland dom främsta uppgifterna för gardet var kurirtjänst mellan Stockholm och Christiania (Oslo). 1856 återkallades hästjägarna till Norge och deras uppgifter upptogs av värvade infanterister. Det nya gardet var förlagt i hörnfastigheten (även kallad "Stadens norra kasern") Artillerigatan / Skeppargatan på Östermalm i Stockholm, som mellan 1891 och 1927 inhyste Östermalms brandstation. Sedan 1888 har gardet sin tjänstgöring i Oslo och står idag vakt vid de två kungliga residensen Slottet och Skaugum gård, samt vid Akershus fästning. Med undantag för ett kompani, har gardet sitt samlade högkvarter i Huseby leir på Hovseter i Oslo, där man även har egen vakthållning.

## Uniform
Den mörkblå paraduniformen har förblivit i det närmaste oförändrad genom regementets historia. En intressant detalj är hatten med plym, som kopierades från Bersaglieri, ett italiensk jägarförband som imponerade på prinsessan Louise så mycket att hon 1860 insisterade på att de norska gardisterna skulle ha likadana hattar. I dag är det inte längre fjädrar som pryder hatten utan i stället äkta buffelhår. Uniformens utsmyckning och tillbehör är av samma utformning som den svenska gardesuniformen m/1886.

## Bilder

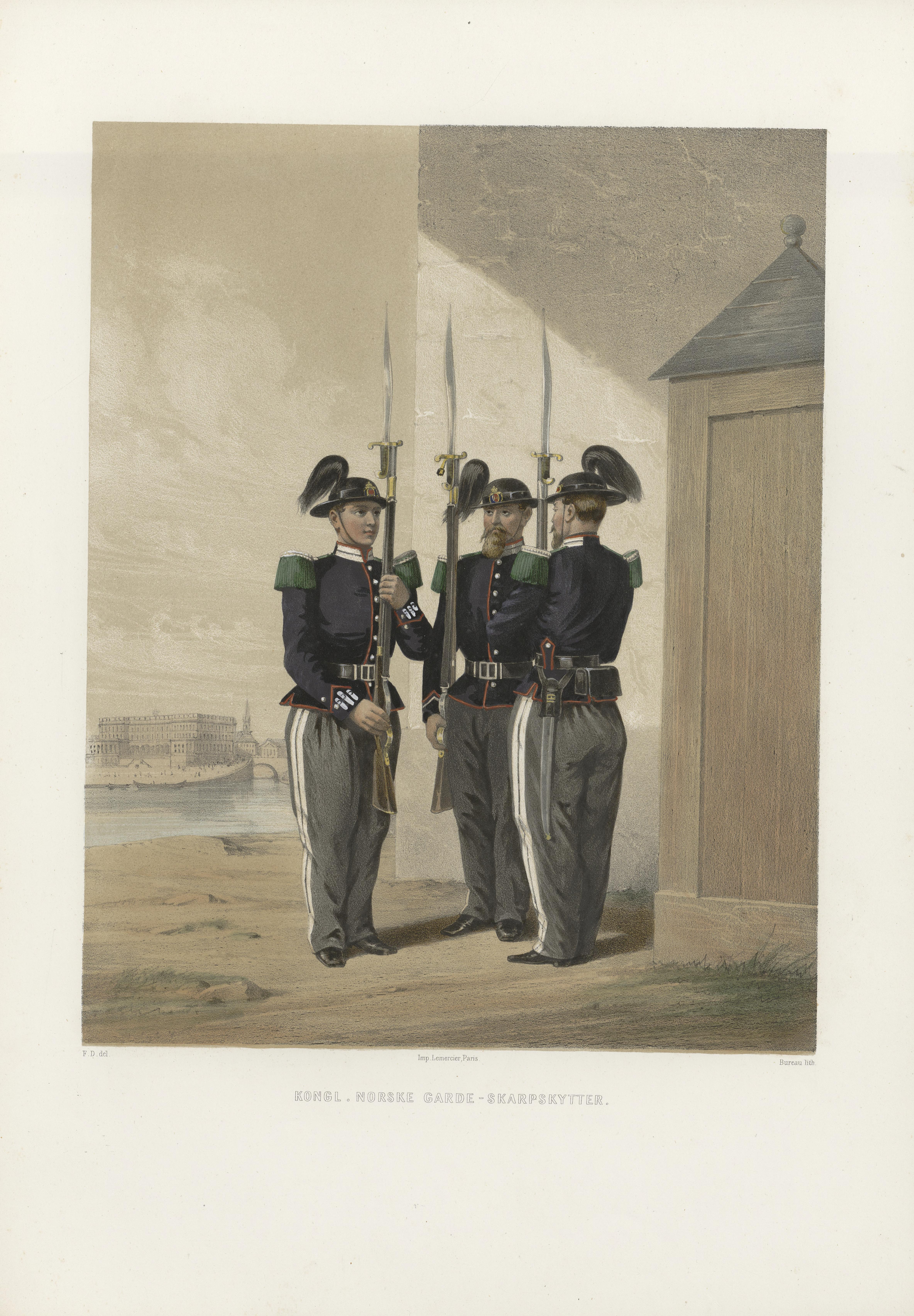
Norska gardister på vakt i Stockholm i början av 1860-talet. Litografi efter original av Fritz von Dardel.
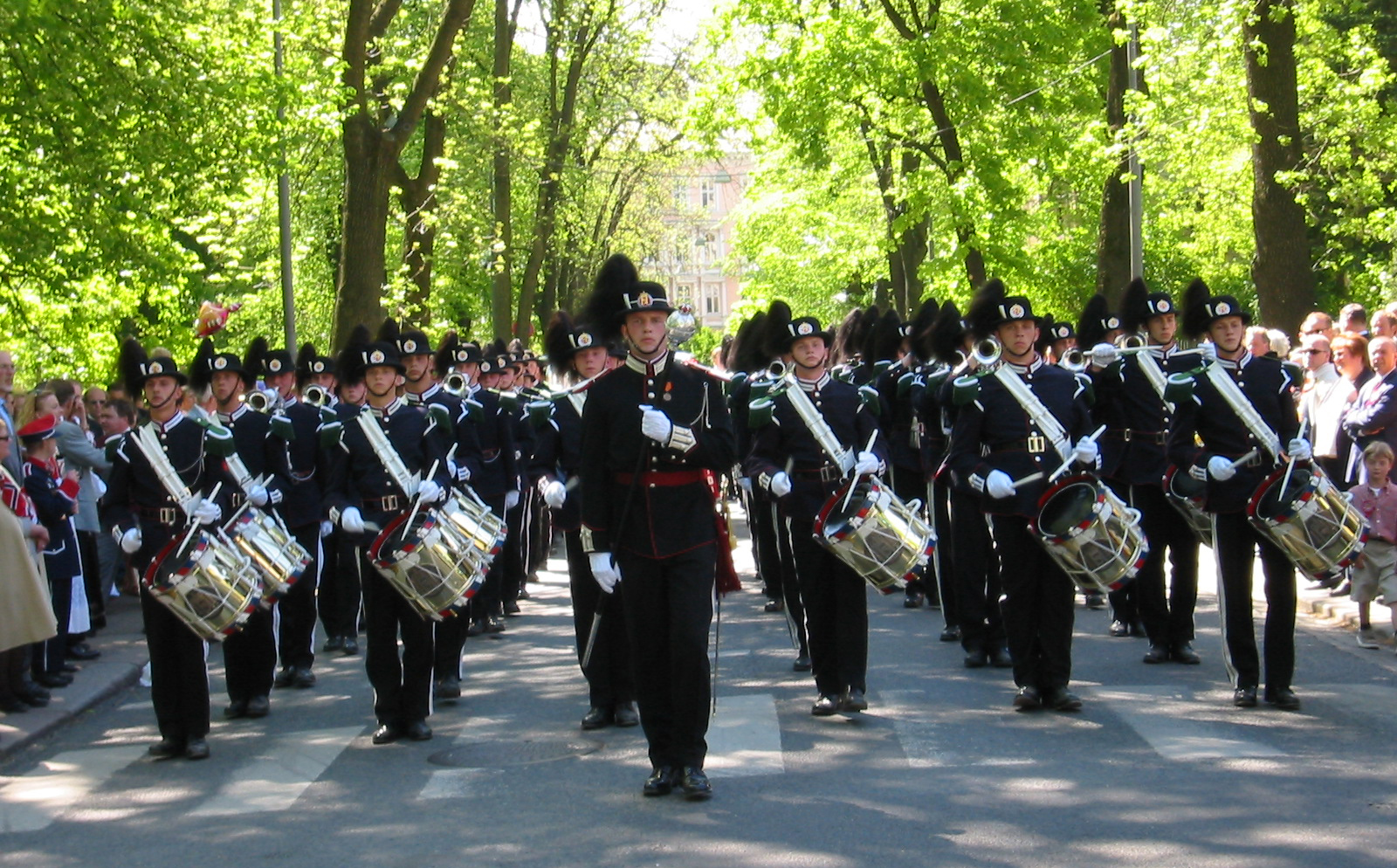
Gardet 17 maj 2002
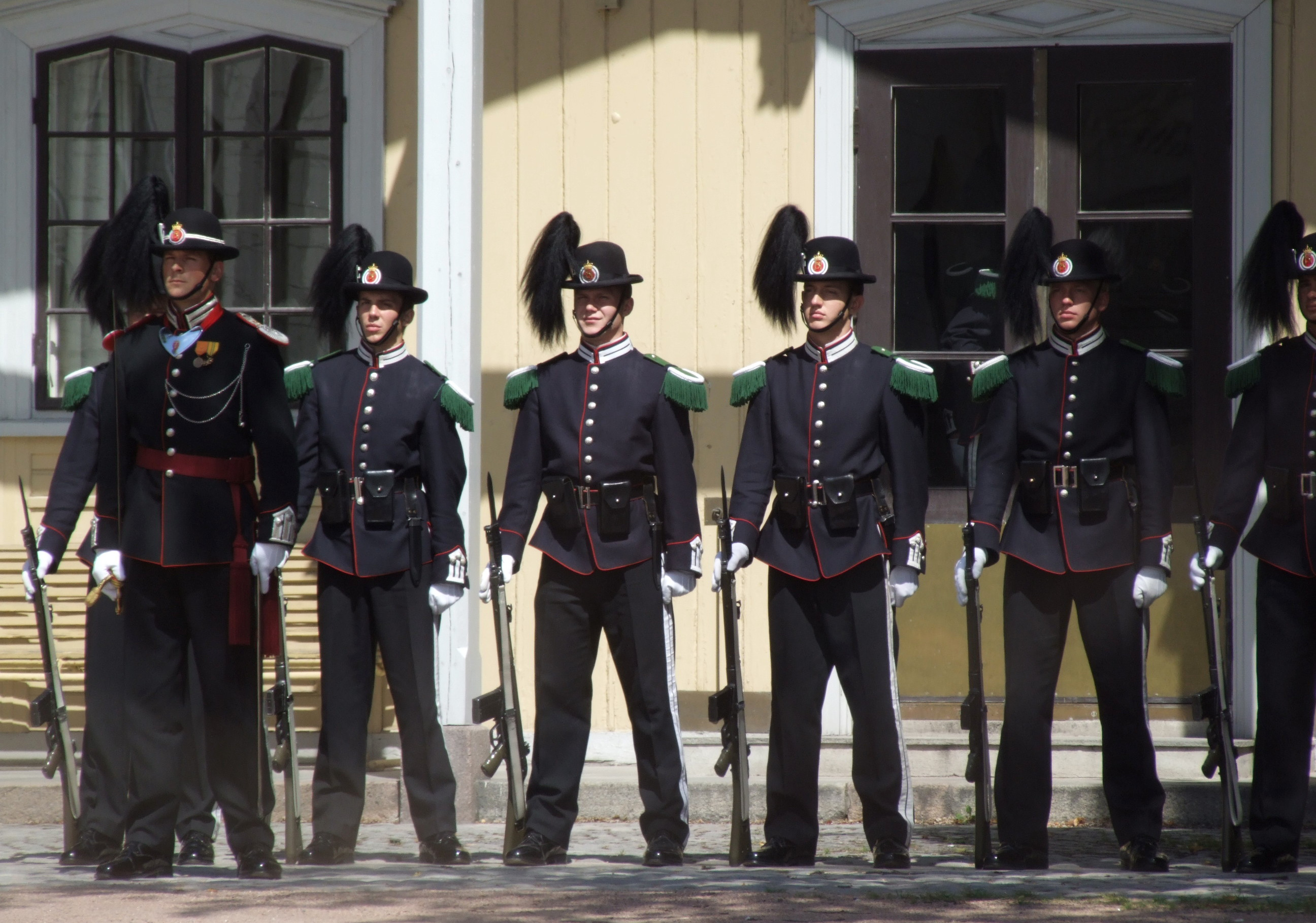
Gardet 4 juli 2008
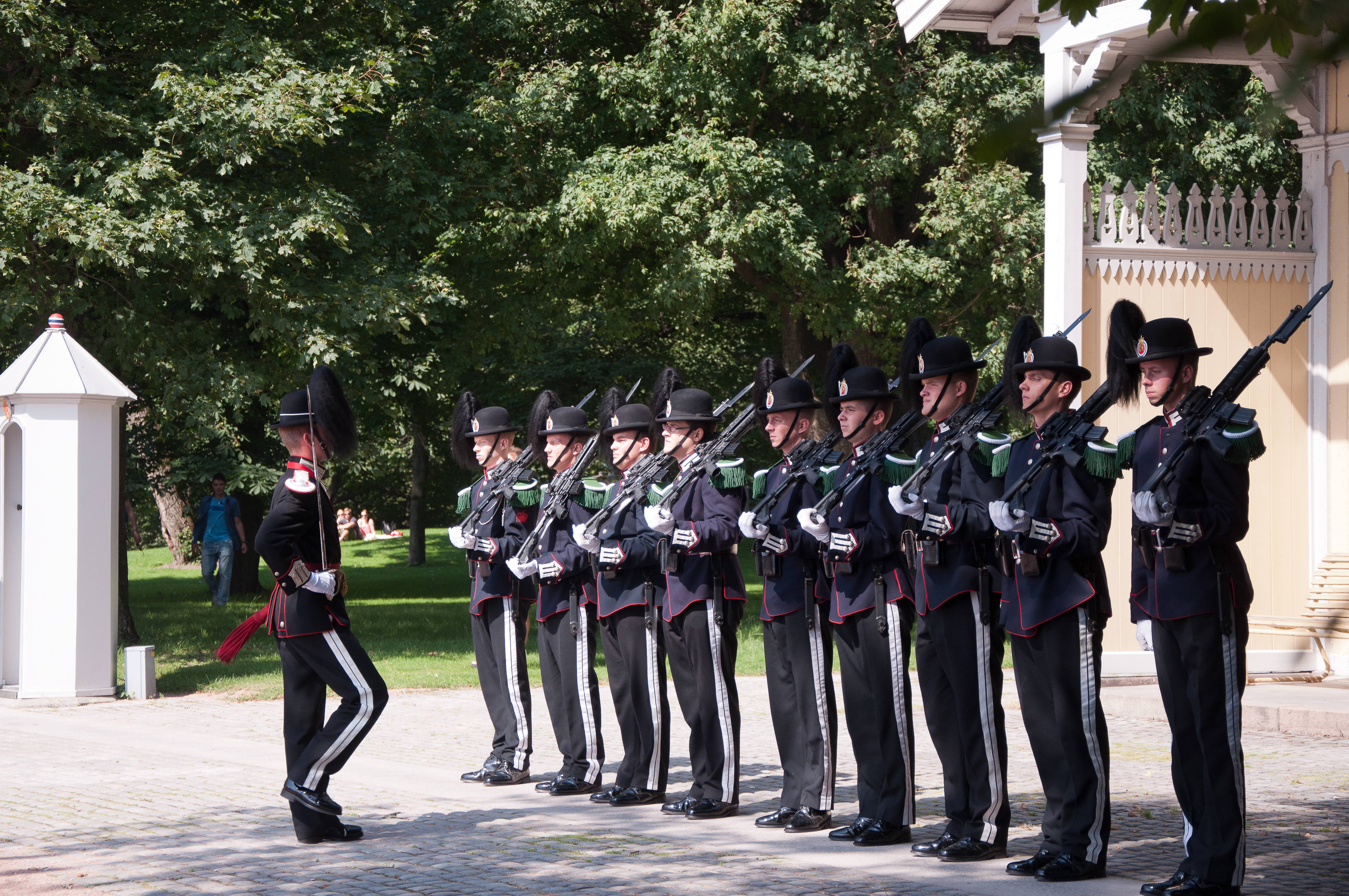
Vaktavlösning 2012